# Erythrina edulis
Erythrina edulis (nombres comunes: mompás, chachafruto,  bucare mompás, sacha poroto, frijol mompás, pisonay, balsui, baluy, balú, cáñaro o pajuro) es una de las 115 especies de plantas leguminosas pertenecientes al género Erythrina. Se encuentra en Sudamérica, principalmente en los andes centrales, en el Perú Ecuador y Colombia .

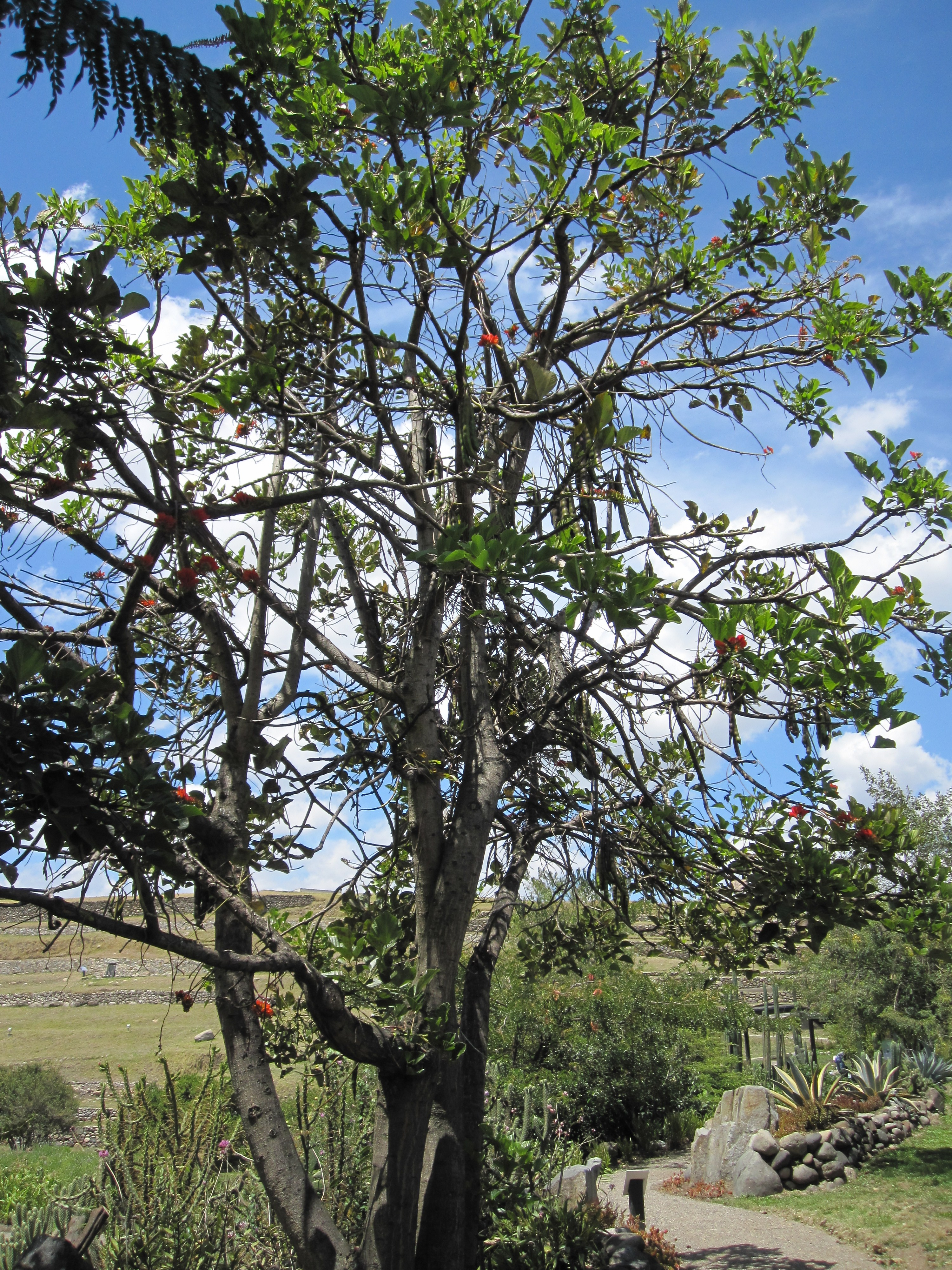
Vista del árbol

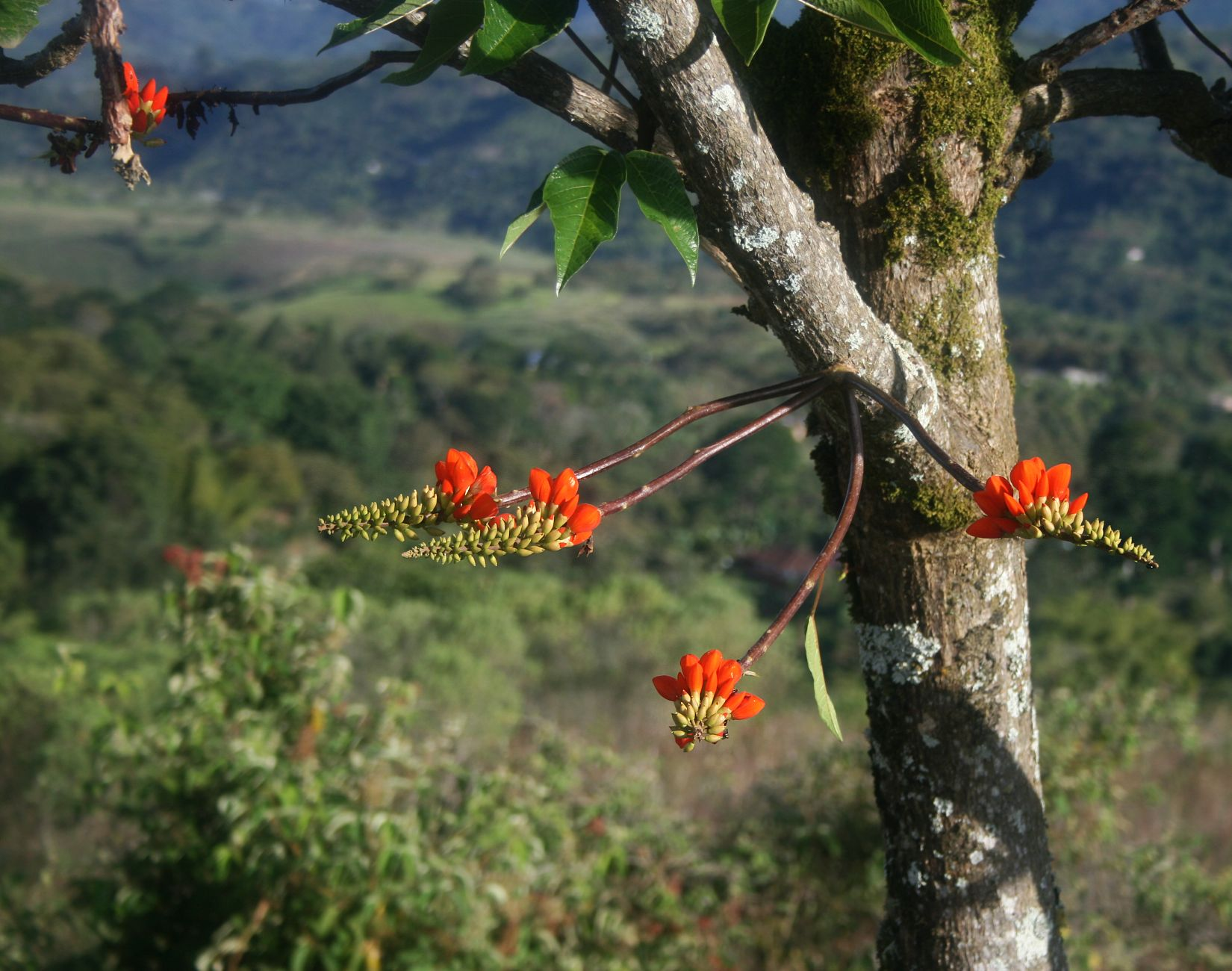
Inflorescencias

## Descripción
Es un árbol con ramas espinosas, pubescentes, que alcanza hasta 14 m de altura; 7 m de diámetro de follaje y 4 dm de diámetro del tronco. Hojas alternas pinnadas con tres folíolos, el terminal más grande que los laterales, caducas en las ramas en floración. Inflorescencias con 2 o 3 racimos terminales o axilares largamente pedunculados de 30-45 cm de longitud, soportando muchas flores rojo anaranjadas. Vainas marrón oscuras sub-leñosas de 8 a 30 cm de largo, con constricciones poco profundas.

## Distribución y hábitat
Originario de los Andes tropicales, prospera entre los 1.200 y los 2.600 m s. n. m.  y requiere entre 1.500 a 2.000 mm de lluvia al año. En Ecuador, se encuentra especialmente en las provincias de Imbabura, Pichincha, Cañar y Azuay.

## Toxicidad
Las partes aéreas de las especies del género Erythrina pueden contener alcaloides, tales como la eritralina y la erisodina, cuya ingestión puede suponer un riesgo para la salud.

## Usos
Se cultiva especialmente para la alimentación, ya que se obtiene un fríjol gigante, de 2 a 7 cm de largo, 1,5 a 3 cm de ancho y 3 cm de grueso, que tiene 23 por ciento de proteínas. Es apto para el manejo industrial en la producción de harinas, fritos, dulces, encurtidos, potajes y concentrados.[cita requerida]
Registra una alta productividad, florece y fructifica entre los 3 y los 4 años y alcanza máxima productividad entre los 6 y 7 años, hasta 36 t de fríjol por hectárea 400 árboles por hectárea (5 m × 5 m).[cita requerida]

## Historia
Ya era cultivado por los pueblos originarios de [América], por ejemplo por los incas, desde antes de la llegada de los europeos. También se encuentran variedades silvestres. El ejemplar más antiguo que se ha registrado se encuentra en Cuzco, Perú. El pueblo cañari del sur de Ecuador puede ser el origen del nombre que aún se utiliza en el sur.
Actualmente, dada la progresión hacia el monocultivo ganadero y la agroindustria que ha dominado las últimas décadas en Ecuador, hoy en día, su presencia es aún más escasa y su uso raro; la cultura del porotón sólo se ha mantenido gracias a la labor de los entusiastas que han trabajado para salvaguardar esta parte de la cultura culinaria local.

## Nombre Común
En Ecuador se conoce como porotón en el norte y cáñaro en el sur del país.

## Taxonomía
Erythrina edulis fue descrita por Triana ex Micheli y publicado en Journal de Botanique (Morot) 6(8): 145. 1892.
Etimología
Erythrina: nombre genérico que proviene del griego ερυθρóς (erythros) = "rojo", en referencia al color rojo intenso de las flores de algunas especies representativas.
edulis: epíteto latino que significa "comestible".
Sinonimia
- Erythrina edulis Pos.-Arang.
- Erythrina esculenta Sprague
- Erythrina lorenoi J.F.Macbr.
- Erythrina megistophylla Diels[5]